# Zgodovinski spomeniki starodavne Nare
Unescov seznam svetovne dediščine Zgodovinski spomeniki starodavne Nare zajema osem krajev v stari prestolnici Nara v prefekturi Nara na Japonskem. Pet je budističnih templjev, eno je šintoistično svetišče, ena je palača in eden pragozd. Objekti vključujejo 26 stavb, ki jih je japonska vlada označila za nacionalne zaklade, in 53 stavb, ki jih je označila za pomembne kulturne dobrine. Vse stavbe so bile priznane kot zgodovinska mesta. Palača Nara je bila označena kot posebno zgodovinsko območje, pragozd Kasugajama pa kot poseben naravni spomenik. Todai-dži, Kofuku-dži in pragozd Kasugajama se prekrivajo s parkom Nara, ki ga je Ministrstvo za izobraževanje, kulturo, šport, znanost in tehnologijo (MEXT) označilo za enega od »krajev slikovite lepote«. UNESCO je leta 1998 mesto uvrstil na seznam svetovne dediščine.

## Seznam lokacij
Preglednica navaja informacije o vsaki od 8 navedenih lokacij na seznamu svetovne dediščine Zgodovinski spomeniki starodavne Nare:
Ime: slovensko, japonsko
Tip: Namen mesta. Na seznamu je pet budističnih templjev (-dži), eno šintoistično svetišče (-džindža), ena palača in en pragozd.
Obdobje: pomembno časovno obdobje, značilno za gradnjo
Lega: lokacija lokacije (po oddelkih) in po geografskih koordinatah
Opis: kratek opis
| Name                                                  | Slika                                 | Tip                   | Obdobje                     | Lega                                                     | Opis |
| ----------------------------------------------------- | ------------------------------------- | --------------------- | --------------------------- | -------------------------------------------------------- | --- |
| Todai-dži (東大寺, Todai-dži, Vzhodni veliki tempelj) | Daibutsuden (大仏殿)                  | budistični tempelj    | 8. stoletje – obdobje Nara  | 34°41′21″N 135°50′23″E / 34.68917°N 135.83972°E          | Budistični tempeljski kompleks, ki je bil nekoč eden izmed mogočnih Sedmih velikih templjev, Todai-dži Daibucuden (大仏殿, Velika dvorana Bude), hrani največji bronasti kip Bude na svetu, Vairocana, v japonščini znan kot Daibucu (大仏). Sedanji Daibucuden je bil zgrajen leta 1709 in je bil do leta 1998 največja lesena stavba na svetu.                                                                                 |
| Kofuku-dži (興福寺, Kofuku-dži)                       | Kōfuku-ji (興福寺)                    | budistični tempelj    | 7. stoletje – obdobje Asuka | 34°40′59.7″N 135°49′52.2″E / 34.683250°N 135.831167°E    | Kofuku-dži je bil nekoč eden izmed mogočnih Nanto Šiči Daidži (Sedmih velikih templjev) nacionalni sedež šole Hoso. Prvotno je bil ustanovljen leta 669 v današnjem Kjotu, leta 672 prestavljen v novo prestolnico Fudživara-kjo, preden so ga razstavili in preselili na sedanjo lokacijo, na vzhodni strani na novo zgrajene prestolnice Heidžo-kjo (današnja Nara).                                                           |
| Veliko svetišče Kasuga (春日大社, Kasuga-taiša)       | Kasuga-taiša (春日大社)               | šintoistično svetišče | 8. stoletje – obdobje Nara  | 34°40′53″N 135°50′54″E / 34.68139°N 135.84833°E          | Prvotno ustanovljen leta 768. Kasuga-taiša je svetišče klana Fudživara, ki je prevladoval v japonski politiki obdobja Heian (794–1185). Notranjost je znana po številnih bronastih lučeh, pa tudi po številnih kamnitih lučeh, ki vodijo do svetišča. Od leta 1871 do 1946 je bilo svetišče Kasuga uradno označeno kot eno od Kanpei-taiša (官幣大社), kar pomeni, da je bilo na prvem mestu svetišč, ki jih je podpirala vlada. |
| Gangō-dži (元興寺)                                    | Gangō-dži Gokurakubō (元興寺極楽坊)   | budistični tempelj    | 6th century – obdobje Kofun | 34°40′41″N 135°49′52″E / 34.67806°N 135.83111°E          | Tempelj, prvotno ustanovljen leta 593 v bližnji Asuki, je bil leta 718 po preselitvi prestolnice v Heidžo-kjo prestavljen v Naro. |
| Jakuši-dži (薬師寺)                                   | Jakuši-dži (薬師寺)                   | budistični tempelj    | 7. stoletje – obdobje Asuka | 34°40′6.08″N 135°47′3.52″E / 34.6683556°N 135.7843111°E  | Prvotni Jakuši-dži je bil zgrajen v Fudživara-kjo, japonski prestolnici v obdobju Asuka, po naročilu cesarja Temnuja leta 680 za molitev za okrevanje po bolezni za svojo soprogo, ki ga je nasledila kot cesarica Džito. Razstavili so ga in preselili v Naro osem let po tem, ko se je cesarski dvor naselil v takratni novi prestolnici.                                                                                      |
| Tošodai-dži (唐招提寺)                                | Tošodai-dži (唐招提寺)                | budistični tempelj    | 8. stoletje – obdobje Nara  | 34°40′32.11″N 135°47′5.40″E / 34.6755861°N 135.7848333°E | Tošodai-dži, ki ga je leta 759 ustanovil kitajski menih Džjandžen, dinastija Tang, je tempelj Risshū sekte budizma. Njegova kon-dō (Zlata dvorana) ima enonadstropno streho s štirikapnimi ploščicami in fasado v širini sedmih polj in velja za arhetip »klasičnega sloga«. |
| Palača Heidžo (平城宮, Heidžō-kju) - Palača v Nari    | Rekonstruirana Velika državna dvorana | cesarska rezidenca    | 8. stoletje – obdobje Nara  | 34°41′28″N 135°47′44″E / 34.69111°N 135.79556°E          | Cesarska rezidenca in upravno središče v japonski prestolnici Heidžo-kjo (današnja Nara) večino obdobja Nara (710 do 794 n. št.) je bila palača Heidžo opuščena, potem ko se je prestolnica preselila v Kjoto leta 794. Nič ni ostalo do 12. stoletja, vendar so arheološka izkopavanja in rekonstrukcije od leta 1959 obnovile velik del mesta.                                                                                 |
| Pragozd Kasugajama (春日山原始林, Kasugajamagenširin) | Pragozd Kasugajama                    | pragozd               | 8. stoletje – obdobje Nara  | 34°40′53.1″N 135°52′20.2″E / 34.681417°N 135.872278°E    | Pragozd približno 250 ha velik, blizu vrha Kasuga-jama (gora Kasuga), Pragozd Kasugajama vsebuje 175 vrst dreves, 60 vrst ptic in 1180 vrst žuželk. Na tem območju v bližini velikega svetišča Kasuga sta lov in sečnja prepovedana od leta 841. |